# Moralna teologija
Moralna teologija ili teološka etika je znanstvena disciplina koja proučava djelovanje čovjeka u svjetlu njegove metafizičke datosti i božanske objave. Njen cilj je istina, odnosno dobro čovjeka, a tri glavna smjera su: fundamentalna moralna teologija, bioetika i socijalni nauk. Usko je povezana s filozofijom, psihologijom i medicinom.